# Lasioglossum lissonotum
Lasioglossum lissonotum là một loài Hymenoptera trong họ Halictidae. Loài này được Noskiewicz mô tả khoa học năm 1926.